# Patrick Hengst
Patrick Hengst (* 1974 in Soest) ist ein deutscher Jazzmusiker (Schlagzeug).

## Wirken
Hengst studierte bis zum Konzertexamen an der Folkwang-Hochschule Essen und an der Hogeschool voor de Kunsten Arnhem.
Hengst spielt in verschiedenen Jazz-Formationen im Ruhrgebiet. So gehörte er zu Gruppen wie Christian Uğurels Pep Ventura, dem Christof Söhngen Trio, Futür, dem Herbie Klinger Quartet oder dem Oliver Maas Trio, mit denen er auch aufnahm, aber auch zur Weltmusik-Band The Sephardics. Er wirkt weiterhin im Trio mit Hartmut Kracht und Oliver Maas, das 2016 gemeinsam mit John-Dennis Renken ein Album bei Unit Records veröffentlichte. Tourneen führten ihn nach Spanien, Schweden, Polen, den Benelux-Staaten, Italien, Frankreich und Ecuador. Außerdem arbeitet er gerne in Cross-OverProjekten, bei denen Musik mit anderen Kunstformen kombiniert wird, wie etwa dem Projekt Moments in a Life mit Texten des Bürgerrechtlers Denis Goldberg oder auch beim Grillo-Theater bzw. im Schauspielhaus Bochum (Changing of the Guard von Ari Benjamin Meyers). Auch trat er mit Musikern wie Eivind Aarset, Nguyên Lê, John Taylor, Claudio Puntin und Rudi Mahall auf.
Seit 2004 unterrichtet Hengst zudem als Dozent für Schlagzeug an der Musikschule Soest. Er verantwortete die Organisation des jährlichen Festivals der Jazz Offensive Essen und der Reihe Betonmusik.

## Diskographische Hinweise
- Futür: Kein Schnee (JazzHausMusik, 2008, mit Anna Kaluza, Christof Söhngen, Sebastian Räther, Koljeticut)
- Christian Koxholt: Pep Ventura (Fresh Sound New Talent, 2009)
- MaasKrachtHengst + Renken: Express (Unit, 2016)